# گمینا ونچتسه
گمینا ونچتسه (به لهستانی:  Gmina Łęczyce) یک گمینا در لهستان است که در شهرستان ویهرووو واقع شده‌است. گمینا ونچتسه ۲۳۲٫۸۱ کیلومتر مربع مساحت و ۱۱٬۲۱۷ نفر جمعیت دارد.